# Endoxyla interlucens
Endoxyla interlucens is een vlinder uit de familie van de Houtboorders (Cossidae). De wetenschappelijke naam van deze soort is voor het eerst voorgesteld als Eudoxyla (Zeuzera) interlucens door Thomas Pennington Lucas in een publicatie uit 1898.
De spanwijdte bedraagt bij het vrouwtje 57 tot 75 millimeter.
De soort komt voor in Australië (Queensland).